# Giulio Prinetti

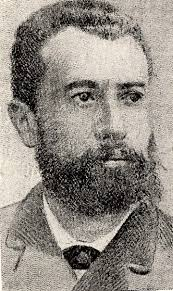
Giulio Prinetti

Giulio Nicoló Markgraf Prinetti (8. November 1851 in Mailand; † 9. Juni 1908 in Rom) war ein italienischer Unternehmer und Politiker. Von März 1896 bis Dezember 1897 war er Minister der Öffentlichen Arbeiten im Kabinett Rudinì III, vom 1. Februar 1901 bis 19. April 1903 Außenminister im Kabinett Zanardelli.

## Leben
Prinetti wuchs in einer adligen, politisch sehr aktiven Familie auf: Sein Vater war Bürgermeister von Merate, zwei von dessen Brüdern waren seit 1860 bzw. 1874 Senatoren auf Lebenszeit. Auch der junge Prinetti wurde nach dem Abschluss seines Ingenieurstudiums am Polytechnikum Mailand sehr schnell Politiker. Daneben gründete er 1875 in Mailand das Unternehmen Prinetti & Stucchi, welches Fahrräder, Nähmaschinen und zeitweise auch Autos produzierte. Am 29. Januar 1903 erlitt er einen Schlaganfall, von dem er sich – trotz anfänglicher gegenteiliger Hoffnungen – nicht wieder erholte.

## Politische Karriere
1882 wurde Prinetti, zu diesem Zeitpunkt schon Ratsherr seiner Heimatstadt, als extremer Konservativer zum Abgeordneten des italienischen Parlaments gewählt, die ersten vier Legislaturperioden für den Wahlkreis Como, dann bis zu seinem Tode weitere vier Legislaturperioden für den Nachbar-Wahlkreis Brivio. In vielen politischen Fragen schien er ein exzentrischer Einzelgänger zu sein, doch wurde seine Gründlichkeit in Fragen der Staatsfinanzen und der öffentlichen Arbeiten durchaus geschätzt. Als Minister der Öffentlichen Arbeiten kümmerte er sich besonders um die Eisenbahnen, wo er Missbräuche bei der Materialbeschaffung aufdeckte; er galt als guter Organisator.
Als Außenminister betrieb er eine widersprüchliche Politik: Einerseits bemühte er sich um die (am 28. Juni 1902 erfolgte) Verlängerung des Dreibundes, die er als Abgeordneter bekämpft hatte, andererseits erklärte er wenige Tage später in einem privat gehaltenen Briefwechsel mit dem französischen Außenminister Camille Barrère faktisch die Neutralität Italiens in einem Krieg zwischen dem Deutschen Reich und Frankreich, womit der Dreibund faktisch entwertet wurde. Dies erfolgte im Zuge eines Ausgleichs der italienischen und französischen Kolonialinteressen in Nordafrika (die heutigen Staten Marokko und Libyen betreffend).
Da sich seine gesundheitliche Situation nach dem Schlaganfall nicht verbesserte, trat er am 19. April 1903 vom Amt zurück.

## Sonstiges
In Como und Perugia existiert je eine Straße Via Giulio Prinetti, in Merate eine Piazza Giulio Prinetti, in Brivio ist eine Grundschule nach ihm benannt.